# 구와타 마스미
구와타 마스미(일본어: 桑田 真澄, 1968년 4월 1일 ~ )는 일본의 전 프로 야구 선수이자 야구 해설가·평론가이며 현재 요미우리 자이언츠의 1군 투수코치이다.
투수로서는 큰 체격이 아니면서도 이상적인 투구 폼과 야구에 대한 진지한 태도에 그를 모범으로 하는 프로 스포츠 선수들도 많을 뿐만 아니라, 특히 고등학교 야구 선수들이나 신인 선수들의 동경의 대상으로 그를 목표로 하는 선수가 많다. 그런 이유로 현재 일본 소년 야구 연맹팀인 아소 자이언츠의 회장도 맡고 있고 야구 해설가로도 활동하고 있다. 기혼자로서는 아들 2명이 있고, 프로 골퍼인 구와타 이즈미는 그의 친동생이다.

## 인물

### 프로 입단 전

#### 초등학교 시절
초등학교 2학년때 소프트볼을 시작하면서 6학년 주체의 A팀에서 유격수의 주전 포지션을 차지했고, 초등학교 3학년때 보이스 리그 팀인 ‘야오 프렌즈’에게 소속, 초등학교 5학년 때는 팀의 마지막 주전급 투수로서 활약을 했다.

#### 중학교 시절
1980년 4월, 야오 시립 다이쇼 중학교에 입학하면서 야구부에 입단했고 준경식(準硬式)의 경기(오사카 중학교 우승 야구 대회)에 출전, 입학 직후에는 외야수 겸 1루수로서 주전 포지션을 획득했다. 중학교 1학년 가을부터는 주전급 투수로서 활약했다.
중학교 2학년 당시(1981년)에는 제32회 오사카 중학교 우승 야구 대회에서 우승한 모리구치 시립 야쿠모 중학교한테 0대 1로 패했고, 중학교 3학년 때에(1982년) 출전한 봄에 열린 지구 대회, 오사카부 대회, 야오 시 대회, 제33회 오사카 중학교 우승 야구 대회에서 모두 제패했다.
다이쇼 중학교 시절 구와타와 함께 배터리를 짜면서 우에노미야 고등학교 → 난카이 → 히로시마 → 요미우리에서 프로 야구 선수로서 활약한 니시야마 슈지(전 요미우리 자이언츠 1군 배터리 코치)였다. 구와타, 니시야마가 이끄는 그 해의 다이쇼 중학교는 투타와도 빼어날 정도의 힘이 있었다고 말해지면서 오사카 중학교 우승 야구 대회 50주년 기념지에서는 “구와타의 공은 파울로 하는 것이 겨우 할 정도로 이따금씩 출루를 해도 훌륭한 픽오프 플레이에 당하여 완패를 당했다. 경기에서 지면 분하다고 하는 것보다도 지나친 힘의 차이에 아연실색하게 할 뿐이었다”라고 말해 당시의 괴물인 구와타를 이야기하는 일화가 게재되기도 했다. 준경식의 관계자들 사이에서는 “다이쇼 중학교에 구와타가 있다”라고 말할 정도로 그 이름이 알려지게 되었다.
진로 문제 등에서는 학교 측과의 문제로 발전해 갔고 중학교 3학년 3학기에 야오 시립 세이호 중학교로 전학가면서 졸업했다.

#### 고등학교 시절
1983년 4월, 고교 명문으로 알려진 PL가쿠엔 고등학교에 입학하여 그의 동기인 기요하라 가즈히로와 함께 ‘KK 콤비’라고 불리게 되었다. PL가쿠엔 고등학교에 입학한 직후 구와타 본인의 말에 의하면 “4번은 기요하라, 에이스는 다구치”라고 하는 기정 노선에서, 구와타 이외에도 장신 선수였던 2명의 1학년 선수들이 기대되고 있어 172cm 밖에 안되는 구와타가 “너는 저쪽에 가 있어라”라고 말할 정도로 취급을 받았다. 중학교 시절의 실적이 고려되면서 사립학교 대회 등에서 등판 기회가 몇 차례 있었지만 모두 결정적인 안타를 받아 감독으로부터 외야수로 전향하라는 말을 듣고 공줍기를 하였다. 어느 날 어머니가 구와타가 연습하는 모습을 보러오면서 “이미 투수로서는 안되었기 때문에 PL가쿠엔을 그만둘까하고 생각하고 있다”라고 말했다.
1981년, 1982년 봄에 열린 선발 고등학교 야구 대회에서 연패를 한 PL가쿠엔 고등학교는 하계 대회에서 4년 연속(1979년 ~ 1982년)으로 고시엔 대회의 출전을 놓치고 있어 1983년의 우승 탈환은 지상 명령이었다. 그 해의 PL가쿠엔 고등학교는 투수진이 안정되지 않았는데 나카무라 준지 감독은 고베 시립 신코 고등학교, 호토쿠가쿠엔 고등학교의 야구부 감독으로서 춘계 4회, 하계 4회의 고시엔 대회 출전 경험이 있을 뿐만 아니라 사회인 야구팀인 고베 제강의 감독으로서 도시 대항 야구 대회에서도 우승(1977년) 경력이 있는 시미즈 가즈오를 임시 투수 코치로 초빙했다. 시미즈는 구와타가 외야에서 공을 받은 모습을 보면서 공의 회전이 좋다는 점에 놀란 반응을 보여 그 후에 구와타를 투수로 복귀시켰고 시미즈 코치와의 1대 1 지도가 시작되었다.
여름에 열린 고시엔의 오사카부 대회에서 등번호 17번의 기요하라, 다구치와 함께 1학년으로서는 선발 명단에 들어갔다. 타격에서도 높은 평가를 받아 투수 겸 외야수로서 등록되었고 오사카부 대회에 있어서는 강하다고 생각하지 않는 팀과 상대하면서 비틀비틀한 경기 전개로 겨우 승리한 PL가쿠엔의 모습을 보기 힘들었다는 시미즈 가즈오가 4차전인 오사카 구장에서 열리는 스이타 고등학교와의 경기 직전 나카무라 감독에게 구와타를 선발로 등판시켜 달라고 말했다. 나카무라 감독은 처음에 난색을 표했지만, 시미즈가 투수 코치로서의 역량이 있다고 판단하면서 대담하게 기용하겠다고 생각했다. 경기 전까지 도시락 배부와 배트 운반을 하고 있던 구와타의 공식전 선발 데뷔가 급거 정해졌다. 경기 전에는 동일 팀에도 불구하고 상급생은 구와타를 불러 세워 “3년간의 고교 야구는 끝났다”라고 말하면서 “너가 있기 때문에 쓸모없게 되었다”라고 말해 구와타를 괴롭혔다. 이 경기에서 기요하라가 정규 경기에서의 첫 홈런을 기록하면서 구와타를 도와줬고 구와타는 상대 타선을 2안타로 막으면서 완봉승을 거둔다. 결과적으로 상급생을 입다물게 한 구와타(그리고 기요하라)의 무서운 기세가 거기에서 시작되었다.
1983년, 등번호 ‘11’을 착용하면서 여름의 고시엔 대회에서는 PL가쿠엔 고등학교의 에이스로서 사실상 출전했다. 1차전인 사이타마 현립 도코로자와 상업고등학교와의 경기에서 데뷔, 2차전인 오이타 현립 나카쓰 공업고등학교전에서는 3안타 완봉승을 기록했고, 준결승전에서는 사상 최초의 고시엔 대회 3회 연속 제패를 목표로 두어 ‘메아리 타선’이라고 불리는 미즈노 가쓰히토가 소속된 도쿠시마 현립 이케다 고등학교를 7대 0으로 누르고 완봉승을 기록했다. 지금까지 한번도 고시엔 대회에서의 홈런을 맞은 적이 없는 미즈노로부터 고시엔 대회에서는 처음으로 홈런을 친 선수가 되었다(구와타는 이 대회에서 2개의 홈런을 때려냈다). 결승에서는 요코하마 상업고등학교를 3대 0으로 꺾고 우승을 달성해 학제 개혁 이후 최연소 우승 투수(15세)라는 기록을 세웠다. 결승전이 끝난 후 “앞으로 4회는 고시엔에 들어와서 전부 이기고 싶다” 라고 말하면서 기자들을 놀라게 했다. 1학년 투수가 여름의 고시엔 대회에서의 결승에 대한 발언을 진행시킨 예는 도호 고등학교의 사카모토 요시카즈, 와세다 실업고등학교의 아라키 다이스케와 같은 과거의 사례도 있었지만 모두 준우승으로 끝나면서 구와타는 그 징크스를 깼다. 그리고 고시엔 대회에서의 활약에 의해 1학년으로서는 유일하게 전일본 고교 선발의 멤버로 발탁되면서 미국 원정을 경험하게 되었다. 귀국 후에는 수뇌진들로부터 신뢰를 얻은 구와타는 나카무라 감독에게 전체 연습의 단축화(3시간 정도)와 개인 연습의 강화 등을 제안했는데 나카무라 감독이 구와타의 제안을 받아들여 그 후 PL가쿠엔 고등학교의 황금 시대(1983년 여름 ~ 1987년 여름)를 맞이하게 된다.
2학년이었던 1984년에 당시 봄과 여름의 고시엔 대회에서는 모두 결승에서 패해 준우승을 했고 3학년이 된 1985년에는 봄 대회에서 4강 진출, 여름 대회인 결승전에서는 우베 상업고등학교를 누르고 우승을 차지했다.
고교 야구의 격전지인 오사카에서 고시엔 대회 출전이 가능한 5차례 모두 출전했는데 그 중 4차례나 결승에 진출하여 1학년 여름과 3학년 여름 대회에서 2회 우승이라는 기록을 기요하라와 함께 수립하였다. 고시엔 대회에서의 통산 승리 수는 요시다 마사오에 뒤를 이은 역대 2위로 학제 개혁 이후에는 1위였다(20승 3패). 참고로 “여름의 고시엔 대회의 우승 투수는 프로로 대성하지 않는다”라고 말했지만 구와타가 프로 선수로서 173승을 기록했기 때문에 구와타에 의한 이 징크스가 깨진 형태가 되었다. 구와타는 프로에 활동했을 때의 일을 생각하여 스트레이트와 커브만으로 3년간 계속했다. 타자로서의 재능에도 뛰어나 고시엔 대회 통산 홈런 개수도 기요하라 가즈히로에 뒤를 이은 역대 2위인 6개다. 고교 통산 25홈런을 기록하면서 5차례에 출전한 대회 중에서 구와타, 기요하라가 소속해 있던 PL가쿠엔 고등학교를 1실점 이내에서 막아낸 투수는 2학년 봄의 준결승에서 연장 11회에 0대 1로 패한 다구치 류지(미야코노조 고등학교 → 난카이 호크스), 같은 결승전에서는 1-0로 승리한 야마구치 시게유키(이와쿠라 고등학교 → 한신 타이거스), 3학년 봄의 준결승에서는 3대 1로 승리한 와타나베 도미오(고치 현립 이노 상업고등학교 → NTT 시코쿠 → 세이부 라이온스)와 모두 프로 입단을 생각하고 있었다.

#### 드래프트 지명
1985년에 있은 프로 야구 드래프트 회의에서 요미우리 자이언츠로부터 1순위 지명을 받아 입단했다. 애초에 구와타는 와세다 대학의 진학을 희망하고 있어서 타 구단이 구와타의 지명을 멀리하고 있었던 것부터 요미우리와의 밀약이 나돌았다(KK 드래프트 사건). 구와타 자신은 밀약을 부정하면서 “요미우리에 가지 않는다라고 말한 적은 없다. 봄의 선발이 끝난 시점에서 요미우리가 1순위로 지명해주면 프로에 가려고 결정했다”라고 말했는데 당시 드래프트에서는 진학을 시사하면서도 프로에 입단한 선수는 자신 이외에도 여럿 있다고 말했다. TV 프로그램에 있어서 “드래프트 직전에는 4개 구단이 1순위 지명으로 간다고 전했다”라고 구와타 본인이 이렇게 밝히기도 했다. 드래프트 당일의 인터뷰에서 오 사다하루 감독은 “팀의 상황을 생각하면 보강 포인트는 투수인데, 투수라고 말하면 구와타”라고 말하면서 지명은 드래프트 당일의 변덕스러운 결단이 아니었다는 것을 밝혔다.

## 출신 학교
- PL가쿠엔 고등학교

## 선수 경력
NPB
- 요미우리 자이언츠(1986년 ~ 2006년)

MLB
- 피츠버그 파이리츠(2007년)

## 지도자 경력
- 요미우리 자이언츠 1군 투수코치(2021년 ~ )

## 수상·타이틀 경력

### 타이틀
- 최고 평균자책점 : 2회(1987년, 2002년)
- 최다 탈삼진 : 1회(1994년)
- 최고 승률(당시에는 타이틀이 아님) : 1회(1998년) ※센트럴 리그에서는 1972년까지 타이틀로 제정됨.
- 최다 선발승 : 2회(1987년 15선발승, 1998년 16선발승(가와사키 겐지로와 공동))

### 수상
- MVP : 1회(1994년)
- 사와무라 에이지상 : 1회(1987년)
- 최우수 투수 : 1회(1987년)
- 베스트 나인 : 1회(1987년)
- 골든 글러브상 : 8회(1987년, 1988년, 1991년, 1993년, 1994년, 1997년, 1998년, 2002년)
- 일본 시리즈 우수 선수상 : 1회(1994년)
- 최우수 배터리상 : 1회(1994년)
- 월간 MVP : 4회(1987년 7월, 1991년 4월, 1993년 5월, 1998년 8월)
- 우수 JCB·MEP상 : 1회(1991년)

## 주요 기록

### 첫 기록
- 첫 등판 : 1986년 5월 25일, 대 주니치 드래건스 7차전(나고야 구장)
- 첫 탈삼진 : 상동.
- 첫 선발 : 1986년 5월 28일, 대 한신 타이거스 10차전(한신 고시엔 구장)
- 첫 승리·첫 완투 승리 : 1986년 6월 5일, 대 한신 타이거스 10차전(고라쿠엔 구장)
- 첫 완봉 승리 : 1987년 7월 8일, 대 히로시마 도요 카프 11차전(삿포로시 마루야마 구장)
- 첫 세이브 : 1991년 4월 14일, 대 히로시마 도요 카프 3차전(히로시마 시민 구장)

### 기록 달성 경력
- 통산 1000투구회 : 1991년 6월 21일, 대 요코하마 다이요 웨일스 13차전(도쿄 돔) ※사상 242번째.
- 통산 1000탈삼진 : 1993년 6월 12일, 대 주니치 드래건스 10차전(나고야 구장) ※사상 89번째.
- 통산 1500투구회 : 1993년 9월 29일, 대 주니치 드래건스 22차전(나고야 구장) ※사상 137번째.
- 통산 100승 : 1994년 7월 6일, 대 한신 타이거스 15차전(한신 고시엔 구장) ※사상 111번째.
- 통산 1500탈삼진 : 1998년 6월 17일, 대 주니치 드래건스 13차전(도쿄 돔) ※사상 42번째.
- 통산 2000투구회 : 상동. ※사상 78번째.
- 통산 150승 : 2001년 8월 10일, 대 야쿠르트 스왈로스 20차전(도쿄 돔) ※사상 44번째.
- 통산 2500투구회 : 2002년 8월 13일, 대 야쿠르트 스왈로스 20차전(도쿄 돔) ※사상 42번째.

### 기타
- 올스타전 출장 : 8회(1987년 ~ 1989년, 1991년 ~ 1994년, 1997년)

## 등번호
- 18(1986년 ~ 2007년)
- 73(2021년 ~ )

## 통산 성적

### 연도별 투수 성적
| 연도       | 소속       | 등 판 | 선 발 | 완 투 | 완 봉 | 무 볼 넷 | 승 리 | 패 전 | 세 이 브 | 홀 드 | 승 률 | 타 자 | 이 닝  | 피 안 타 | 피 홈 런 | 볼 넷 | 고의 사구 | 死 구 | 탈 삼 진 | 폭 투 | 보 크 | 실 점 | 자 책 점 | 평균 자책점 | WHIP |
| ---------- | ---------- | ----- | ----- | ----- | ----- | -------- | ----- | ----- | -------- | ----- | ----- | ----- | ------ | -------- | -------- | ----- | --------- | ----- | -------- | ----- | ----- | ----- | -------- | ----------- | ---- |
| 1986년     | 요미우리   | 15    | 12    | 1     | 0     | 0        | 2     | 1     | 0        | --    | .667  | 261   | 61.1   | 64       | 13       | 17    | 1         | 1     | 57       | 2     | 0     | 36    | 35       | 5.14        | 1.32 |
| 1987년     | 요미우리   | 28    | 27    | 14    | 2     | 4        | 15    | 6     | 0        | --    | .714  | 823   | 207.2  | 177      | 16       | 43    | 4         | 5     | 151      | 1     | 0     | 59    | 50       | 2.17        | 1.06 |
| 1988년     | 요미우리   | 27    | 27    | 5     | 1     | 0        | 10    | 11    | 0        | --    | .476  | 806   | 198.1  | 174      | 19       | 53    | 13        | 5     | 139      | 4     | 0     | 80    | 75       | 3.40        | 1.14 |
| 1989년     | 요미우리   | 30    | 30    | 20    | 5     | 4        | 17    | 9     | 0        | --    | .654  | 995   | 249.0  | 214      | 18       | 54    | 3         | 9     | 155      | 6     | 1     | 77    | 72       | 2.60        | 1.08 |
| 1990년     | 요미우리   | 23    | 22    | 17    | 2     | 2        | 14    | 7     | 0        | --    | .667  | 748   | 186.1  | 161      | 12       | 40    | 1         | 1     | 115      | 2     | 1     | 58    | 52       | 2.51        | 1.08 |
| 1991년     | 요미우리   | 28    | 27    | 17    | 3     | 0        | 16    | 8     | 1        | --    | .667  | 934   | 227.2  | 192      | 17       | 58    | 4         | 5     | 175      | 8     | 0     | 89    | 80       | 3.16        | 1.10 |
| 1992년     | 요미우리   | 29    | 29    | 11    | 3     | 0        | 10    | 14    | 0        | --    | .417  | 912   | 210.1  | 235      | 24       | 64    | 3         | 5     | 152      | 9     | 1     | 112   | 103      | 4.41        | 1.42 |
| 1993년     | 요미우리   | 26    | 26    | 8     | 1     | 0        | 8     | 15    | 0        | --    | .348  | 745   | 178.0  | 162      | 15       | 61    | 6         | 6     | 158      | 5     | 0     | 85    | 79       | 3.99        | 1.25 |
| 1994년     | 요미우리   | 28    | 27    | 10    | 1     | 3        | 14    | 11    | 1        | --    | .560  | 836   | 207.1  | 175      | 16       | 51    | 8         | 4     | 185      | 6     | 0     | 65    | 58       | 2.52        | 1.09 |
| 1995년     | 요미우리   | 9     | 9     | 3     | 1     | 0        | 3     | 3     | 0        | --    | .500  | 265   | 65.1   | 53       | 2        | 18    | 1         | 2     | 61       | 2     | 0     | 22    | 18       | 2.48        | 1.09 |
| 1997년     | 요미우리   | 26    | 26    | 0     | 0     | 0        | 10    | 7     | 0        | --    | .588  | 580   | 141.0  | 127      | 15       | 37    | 1         | 5     | 104      | 1     | 0     | 68    | 59       | 3.77        | 1.16 |
| 1998년     | 요미우리   | 27    | 27    | 7     | 1     | 0        | 16    | 5     | 0        | --    | .762  | 779   | 181.0  | 197      | 17       | 46    | 0         | 6     | 116      | 4     | 1     | 88    | 82       | 4.08        | 1.34 |
| 1999년     | 요미우리   | 32    | 22    | 2     | 0     | 0        | 8     | 9     | 5        | --    | .471  | 608   | 141.2  | 137      | 17       | 57    | 2         | 4     | 100      | 6     | 1     | 69    | 64       | 4.07        | 1.37 |
| 2000년     | 요미우리   | 30    | 10    | 0     | 0     | 0        | 5     | 8     | 5        | --    | .385  | 385   | 86.0   | 103      | 6        | 28    | 5         | 3     | 49       | 0     | 1     | 43    | 43       | 4.50        | 1.52 |
| 2001년     | 요미우리   | 16    | 8     | 0     | 0     | 0        | 4     | 5     | 2        | --    | .444  | 226   | 50.1   | 56       | 4        | 19    | 4         | 0     | 31       | 0     | 0     | 29    | 27       | 4.83        | 1.49 |
| 2002년     | 요미우리   | 23    | 23    | 3     | 1     | 0        | 12    | 6     | 0        | --    | .667  | 640   | 158.1  | 138      | 13       | 38    | 2         | 3     | 108      | 3     | 0     | 51    | 39       | 2.22        | 1.11 |
| 2003년     | 요미우리   | 14    | 13    | 0     | 0     | 0        | 5     | 3     | 0        | --    | .625  | 314   | 71.1   | 92       | 13       | 16    | 1         | 3     | 46       | 1     | 1     | 48    | 47       | 5.93        | 1.51 |
| 2004년     | 요미우리   | 16    | 16    | 0     | 0     | 0        | 3     | 5     | 0        | --    | .375  | 357   | 79.1   | 100      | 16       | 28    | 1         | 4     | 39       | 4     | 0     | 58    | 57       | 6.47        | 1.61 |
| 2005년     | 요미우리   | 12    | 12    | 0     | 0     | 0        | 0     | 7     | 0        | 0     | .000  | 238   | 49.2   | 65       | 7        | 23    | 2         | 5     | 34       | 4     | 0     | 43    | 40       | 7.25        | 1.77 |
| 2006년     | 요미우리   | 3     | 3     | 0     | 0     | 0        | 1     | 1     | 0        | 0     | .500  | 55    | 11.2   | 19       | 4        | 1     | 0         | 0     | 5        | 0     | 0     | 11    | 9        | 6.94        | 1.71 |
| 2007년     | PIT        | 19    | 0     | 0     | 0     | 0        | 0     | 1     | 0        | 3     | .000  | 103   | 21.0   | 25       | 6        | 15    | 4         | 1     | 12       | 0     | 0     | 23    | 22       | 9.43        | 1.90 |
| NPB: 20년  | NPB: 20년  | 442   | 396   | 118   | 21    | 13       | 173   | 141   | 14       | 0     | .551  | 11507 | 2761.2 | 2641     | 264      | 752   | 62        | 76    | 1980     | 68    | 7     | 1191  | 1089     | 3.55        | 1.23 |
| MLB: 1년   | MLB: 1년   | 19    | 0     | 0     | 0     | 0        | 0     | 1     | 0        | 3     | .000  | 103   | 21.0   | 25       | 6        | 15    | 4         | 1     | 12       | 0     | 0     | 23    | 22       | 9.43        | 1.90 |
| 통산: 21년 | 통산: 21년 | 461   | 396   | 118   | 21    | 13       | 173   | 142   | 14       | 0     | .549  | 11610 | 2782.2 | 2666     | 270      | 767   | 66        | 77    | 1992     | 68    | 7     | 1214  | 1111     | 3.59        | 1.23 |

- 굵은 글씨는 시즌 최고 성적.
- 1996년은 1군 출장 없음.

### 통산 타격 성적
|           | 경기 | 타수 | 득점 | 안타 | 2루타 | 3루타 | 홈런 | 루타 | 타점 | 도루 | 희생번트 | 희생플라이 | 볼넷 | 고의사구 | 死구 | 삼진 | 병살타 | 타율 |
| --------- | ---- | ---- | ---- | ---- | ----- | ----- | ---- | ---- | ---- | ---- | -------- | ---------- | ---- | -------- | ---- | ---- | ------ | ---- |
| 일본 통산 | 478  | 890  | 75   | 192  | 34    | 5     | 7    | 257  | 79   | 0    | 110      | 8          | 42   | 0        | 0    | 265  | 12     | .216 |
| 미일 통산 | 497  | 890  | 75   | 192  | 34    | 5     | 7    | 257  | 79   | 0    | 110      | 8          | 42   | 0        | 0    | 265  | 12     | .216 |